# CLARIN-D
CLARIN-D ist der deutsche Partner der 2012 gegründeten europäischen Infrastrukturmaßnahme für die Geistes- und Sozialwissenschaften CLARIN. Das Akronym steht für „Common Language Resources and Technology Infrastructure“, deutsch Gemeinsame Sprachdaten und technologische Infrastruktur. Grundidee ist es, digitale Sprachdaten (Gedrucktes, Audioaufnahmen, Interviews etc.). sowie Werkzeuge zu ihrer Bearbeitung in ganz Europa bzw. weltweit zur Verfügung zu stellen.

## Organisationsstruktur und Förderphasen
CLARIN-D ist, wie auch DARIAH-DE, in einem European Research Infrastructure Consortium (ERIC) organisiert und darin Bestandteil der Roadmap des Europäischen Strategieforums für Forschungsinfrastrukturen (ESFRI).
CLARIN-D besteht derzeit aus neun zertifizierten Zentren, die jeweils auf bestimmte Datentypen/Inhalte spezialisiert sind.
Das Infrastrukturprojekt wird durch das Bundesministerium für Bildung und Forschung gefördert.
Die erste Phase (2012–2014) diente der Implementierung und dem Aufbau des Zentrenverbundes, die zweite (2014–2016) dem Auf- und Ausbau der technischen Infrastruktur und Textkorpora unter Einbindung der geisteswissenschaftlichen Communities. Die dritte Phase (2016–2020) befasste sich mit Dissemination und Verstetigung und beschäftigte sich z. B. mit Urheberrechtsfragen und (technischen) Herausforderungen von Mehrsprachigkeit in Europa und Social Media Daten.
Mit dem DARIAH-DE Projekt gibt es technische Zusammenarbeit und institutionelle Verbindungen. Im Jahr 2018 waren beide an der Ausrichtung von Workshops zur Vorbereitung der vom Rat für Informationsinfrastrukturen angeregten „Nationalen Forschungsdateninfrastrukturen“ (NFDI) beteiligt. 2019–2021 schließen CLARIN-D und DARIAH-DE ihre Dienste in einer Betriebskooperation zu CLARIAH-DE zusammen.

## Ziele
- Vernetzte digitale Forschungsumgebung für Geistes- und Sozialwissenschaftler
- Förderung des interdisziplinären Austausches in den digitalen Geisteswissenschaften
- Förderung der Akzeptanz digitaler Methoden und des Wissens darüber
- Entwicklung von forschungsorientierten Datenbanken, Werkzeugen und Quellensammlungen
- Archivierung und Vorhaltung von Forschungsdaten/Quellensammlungen

## Angebote
Die meisten Angebote von CLARIN-D lassen sich direkt über die Webpräsenz des Verbundes erreichen und online nutzen. Dazu gehören Services, die von allen europäischen CLARIN-Beteiligten zusammen bereitgestellt werden (wie die Suche nach und in internationalen Sprachressourcen VLO, FCS), sowie solche, die von CLARIN-D vor allem für ein deutschsprachiges Publikum angeboten werden (WebAnno, WebLicht, Legal Helpdesk). Zudem bieten die Zentren individuelle Beratung von Projekten / Wissenschaftlern an, die an einer Zusammenarbeit etwa bei der langfristigen Speicherung von Forschung(sdaten) interessiert sind.
Zu den Angeboten zählen:
- Werkzeuge[15]: z. B. WebLicht (webbasierte computerlinguistische Analyse), WebAnno (webbasierte Annotation), WebMaus (Alignierung von Transkription und Sprachsignal), DiaCollo (Diachrone Kollokationsanalyse).
- Datenbanken: Virtual Language Observatory (Suche nach Ressourcen)[16], Federated Content Search (Suche in Ressourcen)[17].
- Korpora/Quellensammlungen[18]: z. B. GermaNet, Deutsches Referenzkorpus, Deutsches Textarchiv, Deutscher Wortschatz[19], Digitales Wörterbuch der deutschen Sprache.

## Liste der CLARIN-D-Zentren und ihrer Spezialgebiete innerhalb CLARIN-Ds
- Universität Tübingen – CLARIN Center Tübingen[20]: Annotierte Korpora (Baumbanken), lexikalische Daten, Experimentaldaten, linguistische Wissenskomponenten und Webservices
- Universität Leipzig – CLARIN-D Centre Leipzig (Repository)[21] und Projektarbeit[22]: Andere Sprachen (nicht Deutsch), Gegenwartssprache, lexikalische Daten, Webservices, spezielle Referenzkorpora, öffentliche Daten
- BBAW Berlin – CLARIN Servicezentrum[23]: Deutsche Sprache, Lexika, diachrone Korpora (vor 1900), digitale Editionen, Texterfassungsmethoden (OCR)
- Universität Stuttgart – CLARIN-D Centre Stuttgart[24]: Computerlinguistische Software, z. B. Korpora und Korpuswerkzeuge, parametrisierbare Tools u. Webservices, geschriebene Sprache
- IDS Mannheim – CLARIN-D am IDS[25]: Deutsche Sprache, große Korpora des Deutschen (nach 1900), Minderheitensprachen (Dialekte), gesprochene Sprache
- LMU München - CLARIN-D Zentrum am Bayerischen Archiv für Sprachsignale[26]: Deutsche Sprach- und multimodale Daten, phonetische Tools und Services, Sprachstatistiken, Aussprache-Lexika
- MPI Nijmegen – The Language Archive/CLARIN-D[27]: Minoritätensprachen, bedrohte Sprachen, Multimedia- und multimodale Daten, Experimentaldaten, Gebärdensprache
- Universität Hamburg – CLARIN-D am Zentrum für Sprachkorpora (HZSK)[28] und bei der Germanistik[29]: Mehrsprachige gesprochene Korpora, Transkriptionswerkzeuge, Gebärdensprache
- Universität des Saarlandes – CLARIN-D Zentrum (Repository)[30]: Multilinguale Korpora und Korpuswerkzeuge